# Guy Desolre
Guy Desolre (Antwerpen, 27 september 1939 - Jette, 10 oktober 2016) was een Belgisch politicus. Van 1995 tot 2005 was hij de adjunct-gouverneur van Vlaams-Brabant, belast met het toezien op het naleven van de taalrechten van de Franstaligen in de zes faciliteitengemeenten rond Brussel. 
Desolre was professor emeritus aan de Université libre de Bruxelles.

## Biografie
In het eind van de jaren '50 was Desolre een trotskist die lid was van de politieke jongerenvereniging Socialistische Jonge Wacht, die in 1964 brak met de Belgische Werklieden Partij en een autonomere koers ging varen. 
Desolre was lid van het Verenigd Secretariaat van de Vierde Internationale in Parijs.
Desolre stond in 1971 mee aan de wieg van de oprichten van de Revolutionaire Arbeidersliga, de latere Socialistische Arbeiders Partij. Hij verliet die organisatie echter reeds een jaar later en richtte de Groupe Marxiste Internationaliste op, waarmee hij 1980 het blad "La Brèche" uitgaf.
Nadien werd Desolre lid van de Parti Socialiste. 
Tijdens de Belgische lokale verkiezingen 2006 stond Desolre als onfhankelijke op een kartellijst van sp.a en Groen! in Jette.